# Segregación escolar

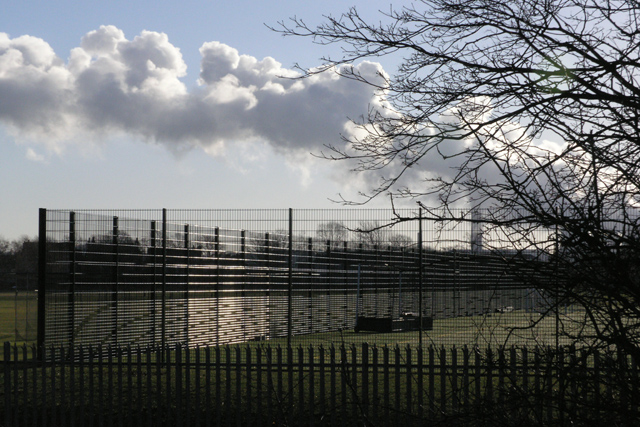
Una valla en el campo de deportes al aire libre de la escuela Long Eaton. A las escuelas muy caras sólo pueden asistir estudiantes de familias muy ricas. Se llaman escuelas elitistas o escuelas búnker.

La segregación escolar es una forma de segregación observada dentro de ciertos sistemas educativos. Consiste en la separación más o menos marcada de los estudiantes en diferentes escuelas (o clases), principalmente en función de su estatus socioeconómico (la llamada segregación social), su rendimiento escolar (la llamada segregación académica), su género (la segregación sexual) o sus características étnicas, culturales y religiosas (la llamada segregación étnica).

## Causas principales
La segregación escolar puede ser consecuencia de disposiciones legales explícitamente segregativas, como la segregación racial en los Estados Unidos o el apartheid en Sudáfrica, por ejemplo. Puede ser consecuencia de una multitud de factores, entre los que destacan la segregación residencial (barrios y ciudades marcados por una baja diversidad social) y la organización de la educación en forma de mercado escolar, que ofrece un amplio margen de maniobra para los padres, las escuelas y la educación privada.

### Mercado escolar
En un mercado cuasi escolar, los padres disfrutan de una autonomía muy amplia para elegir la escuela de sus hijos y luego implementan estrategias socialmente diferenciadas para hacer esta elección, estrategias que contribuyen a la guetización escolar dentro del sistema educativo. Así, los padres de estratos medios y altos buscarán evitar presuntas “malas compañías” y preferirán matricular a sus hijos en escuelas que les garanticen cierta vinculación social. Esta tendencia es tanto más fuerte cuanto que identifican a estas escuelas como más capaces de ofrecer una educación de calidad y un entorno de vida tranquilo a sus hijos. Esta conexión social también la buscarán a veces los padres de clase trabajadora, que también tenderán a evitar las escuelas que les parezcan demasiado "elitistas". En un mercado cuasi escolar, las escuelas también tienden a tener mayor libertad para seleccionar – directamente (filtrando las inscripciones) o indirectamente (mostrando un perfil escolar que atraiga a una categoría específica de familias)– su audiencia, lo que lógicamente refuerza la segregación. La polarización de la educación en una red pública y una red privada competidora también juega un papel importante, ya que la educación privada tiende a captar estudiantes con el índice socioeconómico más alto. En ciertos países, la estructuración de la educación sobre una base religiosa constituye otro factor de segregación.

### Diferenciación según el rendimiento académico
Por último, el uso de ciertas políticas y regulaciones educativas (cómo la deszonificación en Suecia o las Grammar Schools en Inglaterra) también contribuye a aumentar la segregación, en el sentido de que consiste en la mayoría de las veces en reunir a los estudiantes en escuelas diferenciadas en función de su rendimiento académico previo (segregación académica), a su vez correlacionadas con el nivel socioeconómico de los estudiantes (segregación social).

## Diferentes tipos de segregación escolar

### Segregación según el entorno social
Implica distinciones debido a los diferentes recursos (económicos, culturales, sociales, etc.) de las familias. Podemos observar segregaciones interestablecimientos (entre establecimientos) e intersectores (entre sectores). Estas separaciones sociales son importantes en Francia, como demuestra Felouzis: "si se toma como referencia el nivel de segregación social entre establecimientos finlandeses (base 100), este nivel de segregación social es de 169 en el Reino Unido (es decir, un 69% más alto), 193 en Estados Unidos, 205 en Japón, 223 en Francia, es decir, un 123% más".
Asimismo, en todos los cursos profesionales son los estudiantes de origen obrero los más numerosos. Sólo a nivel del primer y último grado general observamos equidad entre estudiantes de origen obrero, medio y alto.
El reclutamiento social es muy representativo del lugar que ocupan los individuos en diferentes entornos sociales. Vemos que los niños de origen obrero generalmente siguen el mismo plan de estudios que sus padres. En general, esto es válido para todas las demás categorías sociales. Lo que también varía según el entorno social es la duración de los estudios. La situación económica y cultural de las familias puede ser un factor de segregación.

### Segregación étnica
La afluencia de estudiantes extranjeros, tanto procedentes de familias originarias de regiones desarrolladas de Europa como de inmigrantes provenientes de regiones en guerra o en situación de crisis sociopolítica, ha provocado fricciones con un sistema escolar, que a menudo no está preparado para afrontar una realidad de heterogeneidad social y cultural. Esto llevó a un aumento de la segregación escolar y a la creación de guetos escolares. Ante el menor rendimiento académico de los estudiantes inmigrantes respecto a los nativos, la propia OCDE observó: "la concentración de desventaja socioeconómica en un centro está fuertemente relacionada con el bajo rendimiento de los estudiantes", recomendando precisamente la reducción de la concentración en centros como "un excelente primer paso para ayudar a los estudiantes inmigrantes a integrarse satisfactoriamente en la escuela y, en última instancia, en la sociedad".

### Segregación por discapacidad
La segregación escolar de estudiantes con discapacidad, incluso enmascarada bajo expresiones como "aulas de apoyo" o "aulas de aceleración", puede presentarse como una forma de ayudar a los niños con necesidades especiales; sin embargo, en la práctica contribuye a separar a quienes tienen una discapacidad, de los demás niños. No se puede negar el derecho a una educación inclusiva alegando que, en una clase especial, el niño recibirá mayor atención debido al menor número de alumnos. Este tipo de segregación también refuerza el estereotipo de que las personas con discapacidad no pueden convivir con otras personas y, por tanto, deben mantenerse separadas.

### Segregación por nacionalidad
En un estudio que utilizó el índice de Gorard para calcular la magnitud de la segregación, en datos obtenidos en la evaluación PISA-2015, se comparó la educación secundaria obligatoria en España con la de otros 25 países de la Unión Europea, y obtuvo valores considerados altos, tanto para inmigrantes de primera generación (cuando el estudiante nació en otro país) y segunda generación (cuando el estudiante nació en el país de referencia): 0,45 y 0,44 (primera y segunda generación combinadas), respectivamente. Teniendo en cuenta únicamente a los inmigrantes de primera generación, las Comunidades Autónomas españolas con un índice de Gorard muy por encima de la media nacional (hipersegregación) fueron Extremadura (0,63) y el País Vasco (0,54). La Comunidad de Madrid y Murcia tuvieron un índice moderado (0,31), y el índice más bajo se registró en La Rioja (0,26).
Sin embargo, aunque se considera alto, el índice de Gorard de España para inmigrantes de primera generación estaba por debajo de la media de otros países de la Unión Europea. Entre los países evaluados por el estudio, España sólo está por encima de Luxemburgo (0,34) e Irlanda (0,36), y muy por debajo de Alemania (0,64), Países Bajos (0,58) o incluso Francia (0,57). Sin embargo, los valores combinados de la primera y segunda generación muestran otra realidad: la segregación en España (0,44) se acerca a la media de la Unión Europea (0,50), y es mayor que la de Portugal (0,43), Italia (0,42), Suecia (0,40) y Alemania (0,39), aunque inferior a la de Francia (0,45), Países Bajos (0,48) o Finlandia (0,50). Y teniendo en cuenta el porcentaje de inmigrantes escolarizados en relación con la población total (cuanto más inmigrantes escolarizados, menos segregación), la posición de España en el ranking empeora considerablemente, pasando de ser el tercer país con menos segregación a ocupar el séptimo lugar (por encima de Reino Unido).

### Segregación religiosa
Un claro ejemplo de segregación religiosa dentro de Europa lo encontramos en Irlanda del Norte, donde, incluso después del acuerdo de Belfast, que selló la paz entre los gobiernos británico e irlandés en 1998, más del 90% de las escuelas están segregadas por religión de los estudiantes (católica o protestante). En 2023, sólo el 8% de los alumnos asistía a centros mixtos (en 2001, este porcentaje era del 4%), aunque siete de cada diez padres admitieron que elegirían este tipo de unidad integrada si tuvieran la oportunidad.

### Segregación por sexo
Algunas legislaciones europeas, como la sueca, permiten la segregación de estudiantes por género, siempre que niños y niñas reciban la misma educación. Aunque no había datos fiables sobre el grado de implementación de esta separación en el sistema educativo de Suecia, la cuestión movilizó el debate nacional en 2017, cuando se hizo público que varias escuelas del país (incluidas algunas musulmanas) habían comenzado a separar a niños y niñas en gimnasia, bajo el argumento de que en las clases segregadas los estudiantes participaban más activamente.

### Segregación por idioma
En Europa, la segregación de facto por idioma se practica en algunos lugares, concretamente en Cataluña (donde el catalán es la lengua propia), en Groenlandia (parte de Dinamarca, pero donde se enseña el groenlandés) y en las regiones belgas de Flandes (flamenco) y Valonia (francés). En la mayoría de países europeos que tienen más de una lengua oficial, normalmente existen dos (o tres, como en el País Vasco) redes educativas oficiales, donde las familias eligen aquella en la que quieren que sus hijos estudien. Este modelo se puede encontrar en Finlandia (finlandés y sueco), Eslovaquia (eslovaco y húngaro), Irlanda (irlandés e inglés) y Gales (galés e inglés). La peculiaridad del País Vasco es que existe una red oficial en castellano (A), otra bilingüe (B) y una tercera en euskera (D), que es la preferida por la mayoría.

## Medios de resolución

### Elección de establecimientos
La libre elección de escuela puede reforzar la segregación escolar. Según el sociólogo Pierre Merle y los estudios en Francia en los que se basó para escribir su obra La ségrégation scolaire (2012), los establecimientos privados educan a una baja tasa de estudiantes con discapacidad, una baja proporción de estudiantes con grandes dificultades académicas, así como niños de barrios populares, al mismo tiempo que se declaran "abiertos a todos". Merle destaca que la segregación escolar tiene cuatro dimensiones diferentes (por género, étnica, académica y social), y que la complejidad de este fenómeno social "requiere una contextualización socioeconómica ya que es en ella en la que encuentra su fundamento".

### Establecimientos adaptados
Aunque la educación inclusiva tiene como objetivo garantizar que los estudiantes con discapacidad puedan estudiar en clases y escuelas convencionales adaptadas (y no sólo en los "centros de excelencia" existentes en las grandes ciudades), existen numerosos desafíos para que esto se convierta en realidad. Entre los obstáculos para lograr el objetivo se pueden enumerar los siguientes:
- Dificultad para detectar estudiantes con discapacidad: ya sea por el temor de las familias a que sus hijos sean estigmatizados, o porque no existen métodos universalmente aceptados para clasificar los diferentes tipos de discapacidad;[28]
- Falta de docentes con especialización en la atención a niños con discapacidad: además de la falta de cursos de formación,[28] no todos los docentes están interesados en el área. En Brasil, algunas alcaldías buscan remediar esta realidad contratando "cuidadores escolares", que atienden a niños con discapacidad en clases convencionales. Esta, sin embargo, no es una realidad nacional, sino limitada a algunas ciudades, y la legislación brasileña sobre la formación de estos profesionales aún está en fase de consolidación;[29]
- Instalaciones o materiales de enseñanza inadecuados: estos pueden ser obstáculos que limiten el aprendizaje, particularmente en regiones con altas tasas de pobreza. Los métodos de aprendizaje pasivo, como el dictado y la repetición de ejercicios, también limitan la progresión de los estudiantes con discapacidad;[28]
- Recursos insuficientes: las escuelas adaptadas cuestan más que las convencionales; invertir en formación docente también requiere recursos, que a menudo son insuficientes incluso para atender a estudiantes sin discapacidad;[28]
- Evaluación del aprendizaje: los datos sobre el impacto del aprendizaje entre los estudiantes con discapacidad son escasos; las pruebas internacionales de evaluación del desempeño tienden a excluir a los estudiantes con discapacidad, lo que refuerza los estereotipos sobre sus dificultades de aprendizaje.[28]

Estos desafíos deben enfrentarse a través de políticas públicas distributivas y redistributivas, pero su implementación depende de la organización de los grupos afectados, que normalmente no cuentan con una masa crítica ni poder de presión política para influir en la formación de la agenda pública.

### Escuelas de excelencia o con presupuesto adicional
En Francia, las zonas de educación prioritaria o ZEP tienen como objetivo mejorar la educación en áreas con concentración de estudiantes en dificultades. Sin embargo, a pesar de los resultados positivos (que llevaron al modelo a exportarse a países como Camerún), la reducción de las desigualdades no siguió al aumento del número de escuelas participantes. Una de las principales causas identificadas de este desequilibrio estaría fuera de la escuela, en el entorno familiar de los alumnos, con padres que muchas veces ni siquiera tienen tiempo para seguir la vida escolar de sus hijos, o donde la monoparentalidad obliga al responsable del niño a atarearse; otra de las causas citadas sería la falta de recursos para los establecimientos participantes, aunque estos son calificados de "prioritarios".
Otro modelo educativo, el de las "escuelas magnet", implementado en Estados Unidos desde los años 70 para animar a las familias blancas a matricular a sus hijos en colegios de población predominantemente negra, comenzó a implementarse en Cataluña en 2013. Aunque la realidad de España es diferente a la estadounidense, el objetivo es el mismo: crear una alianza entre escuelas estigmatizadas y centros culturales o de investigación relevantes, para atraer estudiantes que en otras circunstancias no estarían interesados en estudiar allí. Cabe señalar, sin embargo, que si bien contribuyeron eficazmente a atraer una nueva clientela y a reducir la "guetización", las "escuelas magnet" en el caso español también consiguieron reducir drásticamente la participación de sus antiguos alumnos, formados por hijos de inmigrantes; hay casos en los que este porcentaje bajó del 70% al 20%. Como dijo el investigador de la UAB Alejandro Montes, en una entrevista en 2019, "no pueden ser centros que estén expulsando a ciertos perfiles, provocando que exista una mayor segregación".

### Subsidio de viaje para estudiantes
Un factor determinante de distintos aspectos de la segregación escolar, observada en varios países europeos, es que incluso cuando existen alternativas a los llamados "colegios gueto", éstas a menudo están alejadas del lugar donde vive el público que podría beneficiarse de ellas. Incluso si los padres de los interesados tuvieran un coche (y el tiempo disponible para llevar y traer al niño a la escuela todos los días), esto puede tener un impacto considerable en el presupuesto familiar. Aunque no se identifica como un factor determinante, la "segregación geográfica" provocó reacciones creativas específicas, como un experimento iniciado en Toulouse en 2017, donde se distribuyeron pases de metro gratuitos para que estudiantes de barrios pobres de entre 10 y 15 años pudieran tener acceso a escuelas "favorecidas" en el centro de la ciudad, con clases limitadas a 25 estudiantes. En 2021, los resultados obtenidos fueron calificados como "más que positivos".
En Brasil existen varios tipos de subsidios para el transporte público estudiantil, a través de acuerdos entre estados y municipios brasileños, y empresas de transporte público. Este subsidio puede hacer que el billete sea gratuito, pero normalmente se limita a dos viajes por día laborable (de casa al colegio y de regreso).

## Consecuencias
Según recoge un artículo sobre la «Ley de Igualdad de Trato» española,

La segregación es una vulneración del derecho a la educación y una forma de discriminación. La segregación escolar, entendida como la sobrerrepresentación o concentración del alumnado con discapacidad, gitano, migrante y de bajo nivel socioeconómico en determinados colegios o clases, disminuye su éxito educativo y sus oportunidades de inclusión social. España es el tercer país de la OCDE con mayor segregación escolar en sus colegios de primaria.

En conclusión,

La segregación escolar tiene consecuencias derivadas de limitar la diversidad y promover la homogeneidad en las aulas. Al separar a los estudiantes en función de factores como la raza o la economía se reducen las oportunidades de interacción y aprendizaje mutuo, fomentando los estereotipos y reforzando los prejuicios.